# Фосген
Фосге́н (дихлорангидрид угольной кислоты) — химическое вещество с формулой COCl2, при нормальных условиях — бесцветный чрезвычайно токсичный и удушливый газ с запахом прелого сена.
Фосген является крупнотоннажным продуктом промышленного органического синтеза, мировой объём производства в 2015 г. составлял 8,526 млн тонн. Активно используется в органическом синтезе (фосгенирование). Применяется для получения ряда красителей, пестицидов, лекарственных средств, растворителей.
Фосген был впервые получен в 1812 году Джоном Дэви (братом Гемфри Дэви) и был назван так от греческого слова φως, означающего свет.
Использовался в Первую мировую войну как боевое отравляющее вещество.

## Свойства
tкип= +8,2 °C, tпл= −118 °C, плотность в жидкой фазе 1,403 г/см³ (при температуре кипения), в газовой фазе 4,248 кг/м³ (+15 °C, 1 бар); плохо растворим в воде, хорошо — в органических растворителях.
Фосген представляет собой бесцветный газ, который ниже +8,2 °C конденсируется в бесцветную жидкость. Его запах напоминает прелые фрукты или сено. Технический продукт имеет слегка желтоватую или красновато-жёлтую окраску. Фосген примерно в 3,5 раза тяжелее воздуха. Из-за высокого давления пара он даже при низких температурах обладает большой летучестью. Фосген можно легко конденсировать сжатием, его критическая температура составляет 183 °C, критическое давление 56 кгс/см². В холодной воде фосген растворим мало −0,9 %. Он легко растворим в органических растворителях, например в бензине, толуоле, ксилоле, уксусной кислоте, хлороформе.

### Химические свойства
При обычной температуре фосген — стабильное соединение. При сильном нагревании он частично разлагается на хлор и окись углерода. Выше 800 °C он полностью диссоциирует. Количество ядовитых продуктов разложения при взрыве ничтожно, поэтому возможно применение фосгена во взрывных боеприпасах.
{\displaystyle {\mathsf {COCl_{2}\xrightarrow {t^{o}} CO+Cl_{2}}}.}
При хранении фосгена в стальных ёмкостях, например при длительном нахождении в минах, образуется пентакарбонил железа Fe(CO)5. Это — красновато-жёлтая жидкость, тяжелее фосгена, и разлагаемая на свету фотокаталитически с образованием ядовитой окиси углерода.
Фосген почти не гидролизуется парами воды, поэтому концентрация фосгена в воздухе заметно падает лишь через длительное время. При высокой влажности воздуха облако фосгена за счёт частичного гидролиза может приобрести беловатый оттенок.
{\displaystyle {\mathsf {COCl_{2}+H_{2}O\rightarrow 2HCl+CO_{2}}}.}
Энергично реагирует с аммиаком с образованием карбамида и хлорида аммония:
{\displaystyle {\mathsf {COCl_{2}+4NH_{3}\rightarrow (NH_{2})_{2}CO+2NH_{4}Cl}}.}
Эта реакция используется для экспресс-обнаружения утечек фосгена — смоченный водным раствором аммиака ватный тампон в присутствии фосгена начинает заметно выделять белый дым, состоящий из кристалликов хлорида аммония. Обнаружению фосгена этим способом мешает присутствие хлора, который с аммиаком также образует дым хлорида аммония.
Взаимодействие фосгена с первичными аминами является распространенным промышленным методом получения класса изоцианатов:
{\displaystyle \mathrm {RNH_{2}\ {\xrightarrow[{-HCl}]{COCl_{2}}}\ RNHCOCl\ {\xrightarrow[{-HCl}]{}}\ RNCO} }
{\displaystyle \mathrm {C_{6}H_{5}NH_{2}{\xrightarrow[{-(C_{6}H_{5}NH)_{2}CO}]{COCl_{2}}}\ 2C_{6}H_{5}NH_{3}^{+}Cl^{-}{\xrightarrow[{-2HCl}]{2COCl_{2}}}2C_{6}H_{5}NCO} }
Третичные амины образуют с фосгеном продукты присоединения, разлагаемые водой. Так, во время Первой мировой войны применялись марлевые повязки, пропитанные уротропином:{\displaystyle \mathrm {COCl_{2}+2(CH_{2})_{6}N_{4}\rightarrow COCl_{2}\cdot 2[(CH_{2})_{6}N_{4}]} }
При реакции фосгена с метанолом вначале образуется продукт замещения (по механизму нуклеофильного присоединения — элиминирования), а при дальнейшем хлорировании производного образуется дифосген или трифосген в зависимости от количества эквивалентов изначально добавленного метанола:
Как «двойной» хлорангидрид, фосген участвует в реакции Фриделя — Крафтса, образуя хлорангидриды, например, с бензолом. Полученный хлорангидрид бензойной кислоты можно подвергнуть гидролизу до бензойной кислоты:

## Получение
Впервые фосген был получен в 1812 Джоном Дэви путём облучения солнечным светом смеси хлора с окисью углерода.
{\displaystyle {\mathsf {CO+Cl_{2}}}{\xrightarrow {h\nu }}{\mathsf {COCl_{2}}}}
Дэви назвал образовавшееся вещество «фосген» (англ. phosgen, букв. «светорождённый», от др.-греч. φῶς «свет» и γίγνομαι «порождаю»).
Фосген образуется также при окислении хлороформа кислородом воздуха под действием света:
{\displaystyle {\mathsf {2CHCl_{3}+O_{2}}}\ {\xrightarrow {h\nu }}\ {\mathsf {2COCl_{2}+2HCl}}}
Или при окислении тетрахлорида углерода (ЧХУ) кислородом на никелевом катализаторе при 250°С:
{\displaystyle {\ce {2CCl4 + O2 -> 2COCl2 + 2Cl2}}}
В промышленности получают нагреванием СО с Cl2 в присутствии катализатора:
{\displaystyle {\mathsf {CO+Cl_{2}\ \xrightarrow {150^{o}C,C/Pt} \ COCl_{2}}}}
В лаборатории может быть легко получен несильным нагреванием смеси CCl4 и SO3 (или олеума):
{\displaystyle {\mathsf {2SO_{3}+CCl_{4}\rightarrow S_{2}O_{5}Cl_{2}+COCl_{2}}}.}
Также фосген образуется при горении некоторых хлорсодержащих фреонов, вследствие чего запрещено курение при обслуживании холодильных машин и установок.

## Токсичность
Обладает удушающим действием. Смертельная концентрация 0,01—0,03 мг/л (при экспозиции 15 минут). Контакт фосгена с лёгочной тканью вызывает нарушение проницаемости альвеол и быстро прогрессирующий отёк лёгких. Профилактический антидот — уротропин (необходимая концентрация в крови и альвеолах должна быть достигнута до экспозиции), антидоты, действенные после поражения фосгеном, отсутствуют.

### Токсические свойства
Фосген очень ядовит, но только при вдыхании паров. Первые отчётливые признаки отравления появляются после скрытого периода от 4 до 8 часов; наблюдались даже периоды в 15 часов.
По различным данным вдыхание фосгена в концентрации 0,004 мг/л в течение 60—90 минут не приводит к отравлению.
Пребывание в атмосфере, содержащей до 0,01 мг/л фосгена, возможно максимально в течение 1 часа. При этом восприимчивые люди уже могут получить лёгкое отравление. Концентрации в 0,022 мг/л являются смертельными уже через 30 минут воздействия. В 50 % случаев отравление при вдыхании 0,1 мг/л в течение 30—60 минут приводит к смерти. Остальные 50 % оставшихся в живых длительно недееспособны в результате тяжелейших отравлений. Даже при малом времени воздействия таких концентраций могут произойти сильные отравления, иногда заканчивающиеся смертью.
Концентрация 1 мг/л при времени экспозиции 5 минут в 50—75 % случаев отравления ведёт к смерти; меньшие концентрации (0,5—0,8 мг/л) приводят к тяжёлым отравлениям.
Концентрация 5 мг/л смертельна уже через 2—3 секунды.
Малые концентрации фосгена влияют на вкусовые ощущения. Так, например, курить сигарету в содержащем фосген воздухе неприятно или вовсе невозможно. Это было обнаружено ещё в Первую мировую войну и использовалось как подручное средство для анализа возможного присутствия фосгена в воздухе.
Запах фосгена ощутим при концентрации 0,004 мг/л, однако на обонятельный нерв фосген влияет так, что в дальнейшем обоняние притупляется и перестают ощущаться даже более высокие концентрации. При опасной концентрации люди могут не почувствовать запах фосгена; его ПДК в воздухе рабочей зоны равна 0,5 мг/м3 (максимально разовая).

### Физиологическое действие
Токсический отёк лёгких, возникающий после вдыхания паров фосгена, дифосгена, трифосгена, проявляется лишь после скрытого периода в несколько часов. В этот период отравленный чувствует себя хорошо, и как правило вполне дееспособен. У восприимчивых людей в это время появляется сладкий привкус во рту, иногда тошнота и рвота. В большинстве случаев возникают незначительные позывы к кашлю, першение и жжение в носоглотке, небольшие нарушения ритма дыхания и пульса.
После латентного периода наступает сильный кашель, одышка, синюшность лица и губ.
Прогрессирующий отёк лёгких ведёт к сильному удушью, давлению в грудной клетке, ритм дыхания увеличивается от 18—20 в минуту (норма) до 30—50 в минуту, в кризисе — до 60—70 в минуту. Дыхание судорожное. Содержащая белок отёчная пенистая и вязкая жидкость выбрызгивается из альвеол и бронхиол в более широкие дыхательные пути, ведёт к затруднению и невозможности дыхания. Отравленный отхаркивает большие количества этой жидкости, часто смешанной с кровью. При токсическом отёке лёгких примерно до половины общего количества крови организма переходит в лёгкие, которые в результате этого опухают и увеличиваются в массе. В то время как нормальное лёгкое весит около 500—600 граммов, можно наблюдать «фосгеновые» лёгкие весом до 2,5 килограммов.
Затем кровяное давление резко падает, отравленный пребывает в сильнейшем возбуждении, дышит с шумом, хватает ртом воздух, затем наступает смерть.
Встречаются случаи, когда отравленный избегает любого лишнего движения и для облегчения дыхания выбирает какое-то наиболее удобное положение. Губы у таких отравленных серые, пот холодный и липкий. Несмотря на удушье, мокрота у них не отделяется. Через несколько дней отравленный умирает.
Редко, через 2—3 суток может наступить улучшение состояния, которое через 2—3 недели может закончиться выздоровлением, но часты осложнения в результате вторичных инфекционных заболеваний, что приводит к смертельному исходу.
При очень высоких концентрациях отёк лёгких не развивается. Отравленный делает глубокие вдохи, падает на землю, корчится и бьётся в судорогах, кожа на лице становится от фиолетово-синей до тёмно-синей, и очень быстро наступает смерть.
Хеглер на примере одного поражения так описывает характер отравления фосгеном: 

Сильный и здоровый юноша 19 лет случайно попал в облако фосгена, распространявшегося по реке. Он поспешил выйти из атмосферы с непривычным запахом и быстро причалил к берегу. Затем юноша обратился к врачу по поводу возникшего у него кашля. Врач не смог обнаружить никаких симптомов заболевания, хотя обследовал пострадавшего очень тщательно. Следуя совету врача, молодой человек для устранения незначительного недомогания пошёл прогуляться. Однако уже через 4 часа он был доставлен в больницу с сильным отёком лёгких, при сильнейшем цианозе, но пока ещё с нормальной деятельностью сердца. В процессе госпитализации через 4,5 часа после отравления наступила смерть.
Один из известных токсикологов Мунтш так описывал состояние поражённого фосгеном человека: 

Сильнейшей степени достигает цианоз и одышка; больные стонут и просят воздуха. Умирающий как бы тонет в собственной жидкости, постепенно заполняющей лёгкие….

## Использование в качестве боевого отравляющего вещества
Использовался в Первую мировую войну как боевое отравляющее вещество.

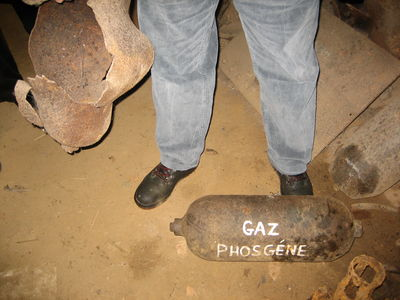
Фосген

Летучесть фосгена достаточна для достижения токсических концентраций в зимнее время. Стойкость при −20 °C составляет около трёх часов, в летние месяцы она чрезвычайно мала — не более 30 минут. Летучесть при −20 °C равна 1,4 г/л, при +20 °C — около 6,4 г/л. Вследствие обычных метеорологических воздействий фактическая концентрация фосгена в воздухе меньше и едва ли превышает 1 г/л.
С военной точки зрения представляет интерес хорошая растворимость фосгена в хлорпикрине, иприте, арил- и алкилхлорарсинах и в кислотных дымообразователях — четырёххлористых кремнии, олове, титане. Смеси фосгена с дымообразователями применялись в Первую мировую войну и были запасены в больших количествах во время Второй мировой войны.
Ввиду бесцветности фосгена и его не всегда уловимого человеческим организмом запаха солдаты в окопах могли с опозданием обнаружить начатую противником газовую атаку с применением этого отравляющего вещества. Однако затем ими был найден очень простой «индикатор» наличия фосгена в воздухе. Оказалось, что при курении сигареты или папиросы в облаке фосгена её вкус сразу же становился отвратительным. Любой солдат в окопе, державший во рту зажжённую сигарету или папиросу и заметивший внезапное изменение её вкуса, немедленно объявлял газовую тревогу.

### Военные обозначения
- немецкое — Grünkreuz, D-Stoff.
- английское — PG-Mixture (в смеси с хлорпикрином).
- американское — CG.
- французское — Collongite (в смеси с четырёххлористым оловом).
- русское — Фосген.

## Использование в органическом синтезе
Очень активен во многих реакциях присоединения, благодаря этому активно используется в органическом синтезе (фосгенирование). Применяется для получения ряда красителей, пестицидов, лекарственных средств, растворителей.
Методом межфазной поликонденсации раствора фосгена в метиленхлориде с щелочным раствором 2,2-бис (4-оксифенил) пропана (более известен как бисфенол А) в присутствии катализатора получают один из важных термопластов инженерно-технического назначения — поликарбонат.